# Jozef Van Ginderen
Jozef Van Ginderen (13 novembre 1925 – 22 dicembre 1993) è stato un calciatore belga, di ruolo difensore.

## Carriera
Nel 1949 passa dal Royal Cappellen, club della terza divisione belga, all'Anversa, club della prima divisione belga, con cui nel corso della stagione 1949-1950 realizza 3 reti in 15 partite di campionato; gioca poi ulteriori 19 partite nel campionato 1950-1951, e successivamente, a partire dal campionato 1951-1952 nel quale gioca tutte e 30 le partite in programma, diventa stabilmente titolare, disputando nell'arco di un decennio (dal 1950 al 1961) 312 delle 330 partite di campionato complessivamente disputate dal club, senza mai scendere sotto le 25 presenze a stagione (minimo toccato nella stagione 1960-1961) e vincendo un campionato (il 1956-1957), a seguito del quale gioca anche 2 partite nella Coppa dei Campioni 1957-1958, che si aggiunge ai due secondi ed ai due terzi posti in campionato ottenuti nello stesso periodo. Gioca poi un'ultima stagione nell'Anversa, la 1961-1962, nella quale gioca ulteriori 20 partite di campionato, arrivando così ad un bilancio complessivo di 336 presenze e 4 reti nella prima divisione belga e, considerando anche le 13 partite totali giocate in Coppa del Belgio (competizione che ha vinto nella stagione 1954-1955) e le presenze in Coppa dei Campioni, a quota 351 presenze e 4 reti in partite ufficiali con la maglia dell'Anversa. Lasciato l'Anversa, prima di ritirarsi gioca poi per un'ulteriore stagione, in terza divisione con il KDC Leuven.

## Palmarès

### Club

#### Competizioni nazionali
- Campionato belga: 1

Anversa: 1956-1957
- Coppa del Belgio: 1

Anversa: 1954-1955